# Joseph Mallozzi
Joseph Mallozzi est un producteur et scénariste canadien, né le 16 octobre 1965 à Montréal. Il est principalement connu pour avoir travaillé sur les séries Stargate SG-1, Stargate Atlantis et Stargate Universe, puis il travaille sur la série adaptée de la saga Le Transporteur et Dark Matter.
Joseph Mallozzi travaille très souvent en collaboration avec Paul Mullie, Robert C. Cooper, Andy Mikita et Carl Binder.

## Filmographie

### En tant que réalisateur
- 2020 : Utopia Falls (en) (avec R. T. Thorne (en))

### En tant que producteur
- 1999-2000 : Le Loup-garou du campus
- 2000-2007 : Stargate SG-1
- 2004-2009 : Stargate Atlantis
- 2009-2011 : Stargate Universe
- 2015- 2016 : Dark Matter

### En tant que scénariste
- 1999-2000 : Le Loup-garou du campus
- 2000-2007 : Stargate SG-1
- 2001 : Largo Winch
- 2004-2009 : Stargate Atlantis
- 2009-2011 : Stargate Universe
- 2011 : Le Transporteur
- 2015-2017 : Dark Matter